# Shirako
Shirako (japanska: 白子町?, Shirako-machi) är en landskommun (köping) i Chiba prefektur i Japan. 